# Derwin James
Derwin Alonzo James (geboren am 3. August 1996 in Dundee, Florida) ist ein US-amerikanischer American-Football-Spieler auf der Position des Safeties. Er spielte College Football für Florida State und steht seit 2018 bei den Los Angeles Chargers in der National Football League (NFL) unter Vertrag.

## College
James wurde 1996 in Dundee, Florida geboren und wuchs in Haines City auf, wo er die Highschool besuchte, danach spielte er von 2015 bis 2017 Football am College. Er besuchte die Florida State University und spielte dort für Florida State Seminoles in der NCAA Division I FBS.
In seiner ersten Saison konnte er sich mit 91 Tackles, davon 9,5 für Raumverlust, 4,5 Sacks, 5 verteidigten Pässen und zwei erzwungenen und zwei eroberten Fumbles als Starter etablieren und galt in der Folge als einer der besten Defensivspieler seines Jahrgangs. In seiner zweiten Saison verletzte er sich nach zwei Spielen und fiel mit einem Meniskusriss für den Rest der Saison aus. In seiner dritten und letzten Saison konnte er wieder an seine Leistungen aus dem ersten Jahr anknüpfen.
Insgesamt kam er in drei Saisons auf 186 Tackles, davon 15 für Raumverlust, 5,5 Sacks, 15 verteidigte Pässe, drei Interceptions und zwei erzwungene Fumbles.

## NFL
James wurde im NFL Draft 2018 in der ersten Runde als zweiter Safety und als 17. Spieler insgesamt von den Los Angeles Chargers ausgewählt. Bei den Chargers unterschrieb er einen Vierjahresvertrag über 12,39 Millionen Dollar. In seiner Rookiesaison lief er ab der ersten Partie gegen die Kansas City Chiefs, in der er zwei Pässe verteidigt, drei Tackles setzte und ihm ein Sack gelang, als Starter für die Chargers auf. Am 18. Dezember 2018 wurde James, der mit 93 Tackles sein Team in dieser Statistik anführte, für den Pro Bowl 2019 nominiert.
Wegen einer Fußverletzung beim Training im August 2019 fiel James mehrere Monate aus. Erst ab dem 12. Spieltag kam James wieder zum Einsatz. In den verbleibenden fünf Spielen konnte er 33 Tackles setzen und einen Pass blocken. Die Saison 2020 verpasste James wegen eines Meniskusrisses im rechten Knie vollständig.
Vor der Saison 2021 entschlossen die Chargers sich, die Fifth-Year-Option von James’ Rookievertrag wahrzunehmen. Er wurde 2021 zum zweiten Mal in den Pro Bowl gewählt.
Im August 2022 einigte James sich mit den Chargers auf eine Vertragsverlängerung um vier Jahre im Wert von bis zu 76,5 Millionen US-Dollar. In der Saison 2022 wurde er als AFC Defensive Player of the Month im November ausgezeichnet. James erzielte insgesamt 115 Tackles, 4,0 Sacks, zwei Interceptions, sechs verhinderte Pässe und zwei eroberte Fumbles in 14 Spielen. Er wurde in den Pro Bowl sowie zum Second-team All-Pro gewählt.

### NFL-Statistiken
| Saison                             | Saison | Spiele                        | Spiele                        | Tackles                       | Tackles                       | Tackles                       | Tackles                       | Interceptions                 | Interceptions                 | Interceptions                 | Interceptions                 | Interceptions                 | Fumbles                       | Fumbles                       | Fumbles                       |
| Jahr                               | Team   | Spiele                        | als Starter                   | Gesamt                        | Solo                          | Ast                           | Sacks                         | PD                            | INT                           | Yds                           | Lng                           | TD                            | FF                            | FR                            | TD                            |
| ---------------------------------- | ------ | ----------------------------- | ----------------------------- | ----------------------------- | ----------------------------- | ----------------------------- | ----------------------------- | ----------------------------- | ----------------------------- | ----------------------------- | ----------------------------- | ----------------------------- | ----------------------------- | ----------------------------- | ----------------------------- |
| 2018                               | LAC    | 16                            | 16                            | 105                           | 75                            | 30                            | 3,5                           | 13                            | 3                             | 30                            | 23                            | 0                             | 0                             | 0                             | 0                             |
| 2019                               | LAC    | 5                             | 5                             | 34                            | 23                            | 11                            | 0,0                           | 1                             | 0                             | 0                             | 0                             | 0                             | 0                             | 0                             | 0                             |
| 2020                               | LAC    | kein Einsatz wegen Verletzung | kein Einsatz wegen Verletzung | kein Einsatz wegen Verletzung | kein Einsatz wegen Verletzung | kein Einsatz wegen Verletzung | kein Einsatz wegen Verletzung | kein Einsatz wegen Verletzung | kein Einsatz wegen Verletzung | kein Einsatz wegen Verletzung | kein Einsatz wegen Verletzung | kein Einsatz wegen Verletzung | kein Einsatz wegen Verletzung | kein Einsatz wegen Verletzung | kein Einsatz wegen Verletzung |
| 2021                               | LAC    | 15                            | 15                            | 118                           | 75                            | 43                            | 2,0                           | 5                             | 2                             | 20                            | 15                            | 0                             | 3                             | 0                             | 0                             |
| 2022                               | LAC    | 14                            | 14                            | 115                           | 64                            | 51                            | 4,0                           | 6                             | 2                             | 0                             | 0                             | 0                             | 2                             | 0                             | 0                             |
| 2023                               | LAC    | 16                            | 16                            | 125                           | 86                            | 39                            | 2,0                           | 7                             | 1                             | 6                             | 6                             | 0                             | 0                             | 2                             | 0                             |
| 2024                               | LAC    | 16                            | 16                            | 93                            | 60                            | 33                            | 5,5                           | 7                             | 1                             | 2                             | 2                             | 0                             | 0                             | 1                             | 0                             |
| Gesamt                             | Gesamt | 82                            | 82                            | 590                           | 383                           | 207                           | 17,0                          | 39                            | 9                             | 58                            | 23                            | 0                             | 5                             | 3                             | 0                             |
| Quelle: pro-football-reference.com |        |                               |                               |                               |                               |                               |                               |                               |                               |                               |                               |                               |                               |                               |                               |